# Патрісіо Лоустау
Патрісіо Лоустау (ісп. Patricio Loustau; нар. 15 квітня 1975 року, Ломас-де-Самора, Аргентина) — аргентинський футбольний арбітр. Арбітрі ФІФА з 2011.

## Кар'єра
Судить матчі Прімера Дивізіон з 2009 року. З першого січня 2011 арбітр ФІФА, судить кваліфікаційні матчі зони КОНМЕБОЛ та відбірні матчі до чемпіонату світу, зокрема 2014 року в південноамериканський зоні судив такі матчі: 
- 7 червня 2013 Болівія — Венесуела 1:1
- 6 вересня 2013 Перу — Уругвай 1:2

Також Патрісіо судить матчі кваліфікаційного відбору до чемпіонату світу 2018:
- 8 жовтня 2015 Болівія — Уругвай 0:2
- 6 вересня 2016 Бразилія — Колумбія 2:1
- 10 листопада 2016 Парагвай – Перу 1:4
- 23 березня 2017 Уругвай — Бразилія 1:4

У 2015 обраний до числа головних арбітрів Столітнього Кубка Америки 2016.
- 4 червня 2016 Коста-Рика — Парагвай 0:0 (група A)
- 9 червня 2016 Уругвай — Венесуела 0:1 (група C)
- 17 червня 2016 Перу — Колумбія 0:0 (2:4 по пенальті) (чвертьфінал)

У червні-липні 2019 обслуговував матчі Кубка Америки.